# رجل وثلاثة أيام
فيلم سوري يروي حكاية كاتب ومخرج مسرحي ينفصل عن زوجته الممثلة خلال افتتاح آخر عمل مسرحي قدّماه سوية ليقرر بعدها السفر خارج سوريا. وفي تلك اللحظة يسمع بخبر وفاة صديق له ويؤتى بتابوت يضم جثمانه إلى منزله، ويطلب منه نقل التابوت لأهل صديقه ويتعرض بعدها لعدد من الأحداث.

## قصة الفيلم
تناول العمل الأزمة السورية من منظور إنساني من خلال شخصية مجد «محمد الأحمد» وهو مخرج يدعي الشهرة، وتتسم شخصيته بالأنانية، إلا أن شخصية مجد تحولت للنقيض بعد استشهاد ابن خاله الضابط في الجيش السوري، حيث يتصل به خاله ليحضر جثة «بيرم» للضيعة التي يعيش بها، وعلى مدار ثلاثة أيام تفشل محاولات مجد لنقل الجثمان من دمشق للضيعة بسبب صعوبة الإجراءات فيضطر إلى أن تبقى الجثة معه، وخلال هذه الأيام يتغير فكر وشخصية مجد للنقيض، حيث يعرض الفيلم فلسفة كيف يستطيع ميت أن يعيد الحياة لمن ماتوا وهم على قيد الحياة.

## طاقم العمل
- سيناريو وإخراج: جود سعيد
- مدير التصوير: وائل عز الدين. عقبة عز الدين
- تصميم وتنفيذ الديكور: أدهم مناوي. هبة خصروف
- مساعد المخرج: رواد شاهين. سماح قتال. يارا جروج
- الصوت: محمد هاشم الماكياج: جمال كريمي
- الملابس: رجاء مخلوف
- مدير الإنتاج: خالد فرنجية
- بطولة: محمد الأحمد – ربا الحلبي – لما الحكيم – سارة الطويل – ولاء عزام – مي خليل – مصطفى المصطفى – كرم الشعراني
- ضيوف الفيلم: عبد المنعم عمايري وعبد اللطيف عبد الحميد وشكران مرتجى.

## وصلات خارجية
- لا بيانات لهذه المقالة على ويكي بيانات تخص الفن